# Liste der Kulturdenkmäler in Rimlos
Die folgende Liste enthält die in der Denkmaltopographie ausgewiesenen Kulturdenkmäler auf dem Gebiet des Ortsteils Rimlos der  Stadt Lauterbach, Vogelsbergkreis, Hessen.
Hinweis: Die Reihenfolge der Denkmäler in dieser Liste orientiert sich an der Anschrift, alternativ ist sie auch nach der Bezeichnung, der vom Landesamt für Denkmalpflege vergebenen Nummer oder der Bauzeit sortierbar.
Kulturdenkmäler werden fortlaufend im Denkmalverzeichnis des Landes Hessen durch das Landesamt für Denkmalpflege Hessen auf Basis des Hessischen Denkmalschutzgesetzes (HDSchG) geführt. Die Schutzwürdigkeit eines Kulturdenkmals hängt nicht von der Eintragung in das Denkmalverzeichnis des Landes Hessen oder der Veröffentlichung in der Denkmaltopographie ab.

| Bild                      | Bezeichnung               | Lage                                                    | Beschreibung | Bauzeit                | Objekt-Nr. |
| ------------------------- | ------------------------- | ------------------------------------------------------- | --- | ---------------------- | ---------- |
|                           |                           | Alte Dorfstraße 3 LageFlur: 1, Flurstück: 23/1          | Großer traufständiger Streckhof, links der vier Zonen breite Wohnteil aus dem frühen 19. Jahrhundert mit einer jüngeren Erweiterung und überdachtem Eingang über Freitreppe. | Anfang 19. Jahrhundert | 66686 DDB  |
|                           |                           | Alte Dorfstraße 4 LageFlur: 1, Flurstück: 33/8          | Das zweigeschossige, giebelständige Wohnhaus eines in jüngerer Zeit zum Winkelhof ausgebauten Anwesens. | 1800                   | 66688 DDB  |
| weitere Bilder            |                           | Alte Dorfstraße 5 LageFlur: 1, Flurstück: 48/1          | Großer, ortsbildprägender Winkelhof, der sich zur Biegung der Alten Dorfstraße hin öffnet; er wurde nach einem Brand 1888 neu erbaut. | 1888                   | 66690 DDB  |
|                           |                           | Alte Dorfstraße 7 LageFlur: 1, Flurstück: 31/1          | Kern des landwirtschaftlichen Anwesens ist ein giebelständiger, fünf Zonen breiter Einhof aus dem Jahr 1802. | 1802                   | 66692 DDB  |
| Bild gesucht BW           |                           | Am Altenberg 12 LageFlur: 3, Flurstück: 24/7            | Villenartiges Wohnhaus, erbaut um 1914 nach Plan von Jacob Reuter. | um 1914                | 66694 DDB  |
|                           |                           | Lauterbacher Straße 4 LageFlur: 1, Flurstück: 16/2      | Ehemals riedeselischer Hof, der seit Beginn des 18. Jahrhunderts – zunächst in der Eigenschaft als Pächter – von der heutigen Besitzerfamilie betrieben wird. | Anfang 19. Jahrhundert | 66698 DDB  |
| weitere Bilder            | Ehemalige Mühle           | Lauterbacher Straße 8 LageFlur: 1, Flurstück: 19/4      | Von der ehemals herrschaftlichen Mühle in Rimlos blieb das Hauptgebäude erhalten, ein giebelseitig erschlossenes, zweigeschossiges Fachwerkhaus im Kern aus dem späten 17. Jahrhundert.                                                                                                 | Ende 17. Jahrhundert   | 66700 DDB  |
| Ehemaliges Bahnwärterhaus | Ehemaliges Bahnwärterhaus | Lauterbacher Straße 15 LageFlur: 3, Flurstück: 20/4     | An der Kreuzung der Bahnlinie Fulda-Gießen mit der Lauterbacher Straße steht ein Bahnwärterhaus als kleiner, traufseitig erschlossener Backsteinbau mit über Konsolfries leicht auskragendem Kniestock und Satteldach.                                                                  |                        | 66702 DDB  |
| weitere Bilder            | Brücke                    | Lauterbacher Straße o. Nr. LageFlur: 1, Flurstück: 67/3 | Brücke aus den 90er Jahren des 19. Jahrhunderts über das Brenderwasser auf einem aus Sandsteinen gemauerten mittleren Pfeiler; die Brückenzugänge auf beiden Seiten durch Sandsteinbrüstungen eingefasst. Schlichte genietete Eisengeländer. Kulturdenkmal aus geschichtlichen Gründen. | Ende 19. Jahrhundert   | 66696 DDB  |

- Karte mit allen Koordinaten der Denkmäler:
- OSM |
- WikiMap